# Museo de Arte Mildred Lane Kemper

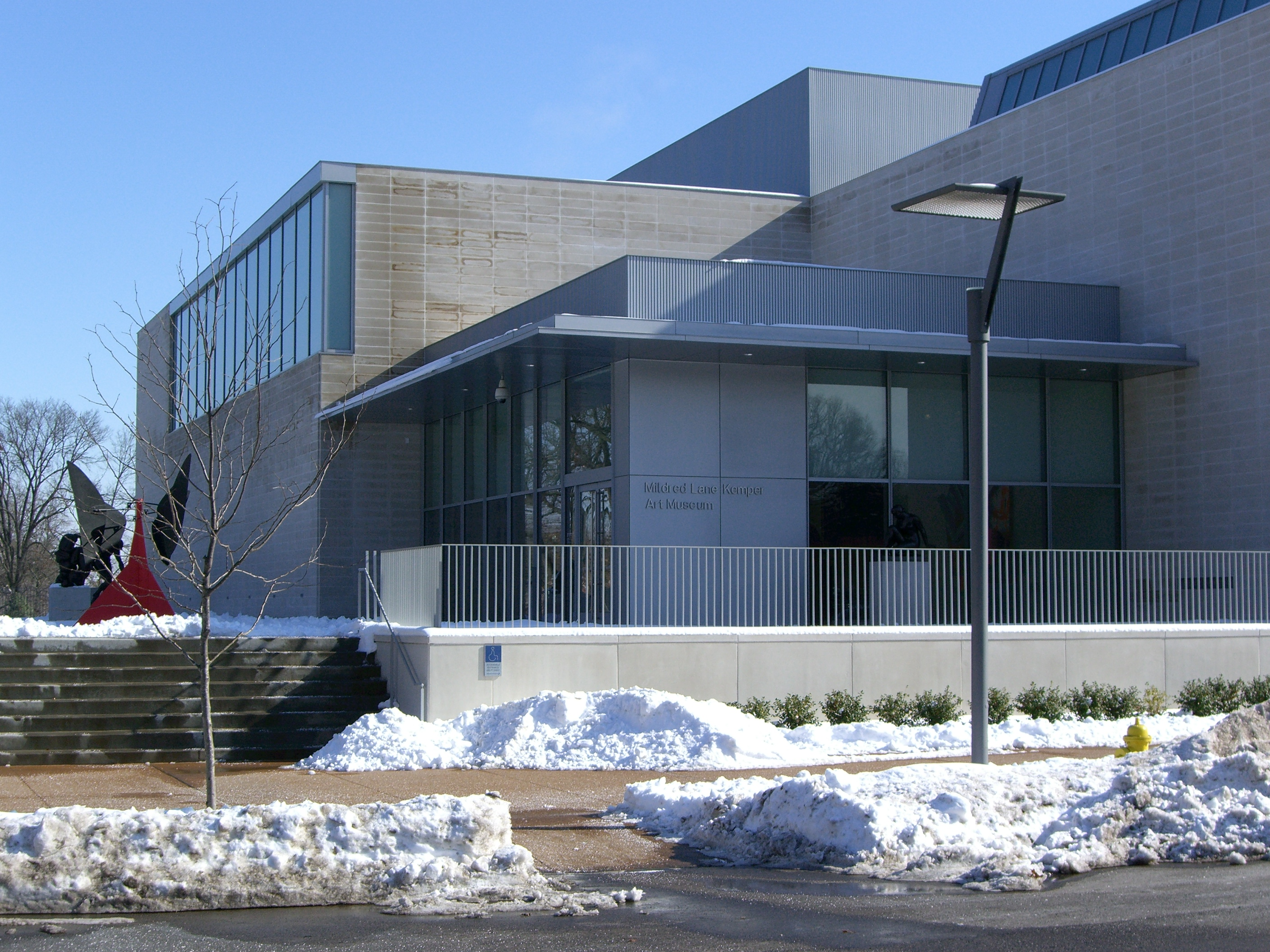
Museo de Arte Mildred Lane Kemper, St. Louis, MO

El Museo de Arte Mildred Lane Kemper, conocido como "The Milly", es un museo de arte localizado en el campus de la Universidad de Washington en St. Louis, dentro de la escuela de Diseño y Artes Visuales Sam Fox. Fue fundada en 1881 como El Museo de Bellas Artes de St. Louis, y se encontraba inicialmente en un edificio en las afueras de St. Louis. Es el museo de arte más antiguo que existe al oeste del Río Mississipi. La colección fue formada en gran parte por adquisición de trabajo de artistas de la época, un legado que continúa hasta el día de hoy. El museo contiene buenas obras del siglo XIX y XX, además de esculturas, impresiones, instalaciones, pinturas y fotografías de artistas europeos y americanos del siglo XXI. La colección también incluye algunas antigüedades griegas y egipcias, como también la colección Wulfing de aproximadamente 14.000 monedas de Antigua Grecia, el Imperio Romano y el Bizantino.
El museo se mudó a su edificio actual en el 2006, que fue diseñado por Fumihiko Maki, ganador del premio Pritzker.

## Fundación
El museo se estableció en 1881 como parte de la Universidad de Washington en St. Louis, bajo el nombre de Museo de Bellas Artes de St. Louis. Halsey C. Ives fue su primer director, y durante su administración, la colección se centró principalmente en artistas americanos contemporáneos, particularmente William Merritt Chase.
En 1905, Charles Parsons, un bancario de St Louis, donó su colección privada al museo; incluía piezas de Frederic Edwin Church, y esto convirtió al museo en una de las mayores colecciones de arte contemporáneo americano.
En 1906, el museo se mudó al Palacio de Bellas Artes en Forest Park, que fue su hogar hasta 1909. En ese año, se formó el Museo de Arte de St. Louis, y comenzó a adquirir obras aparte de la colección privada de la universidad. La colección permaneció como "préstamo" en el museo hasta 1960.

## Los Años de Janson

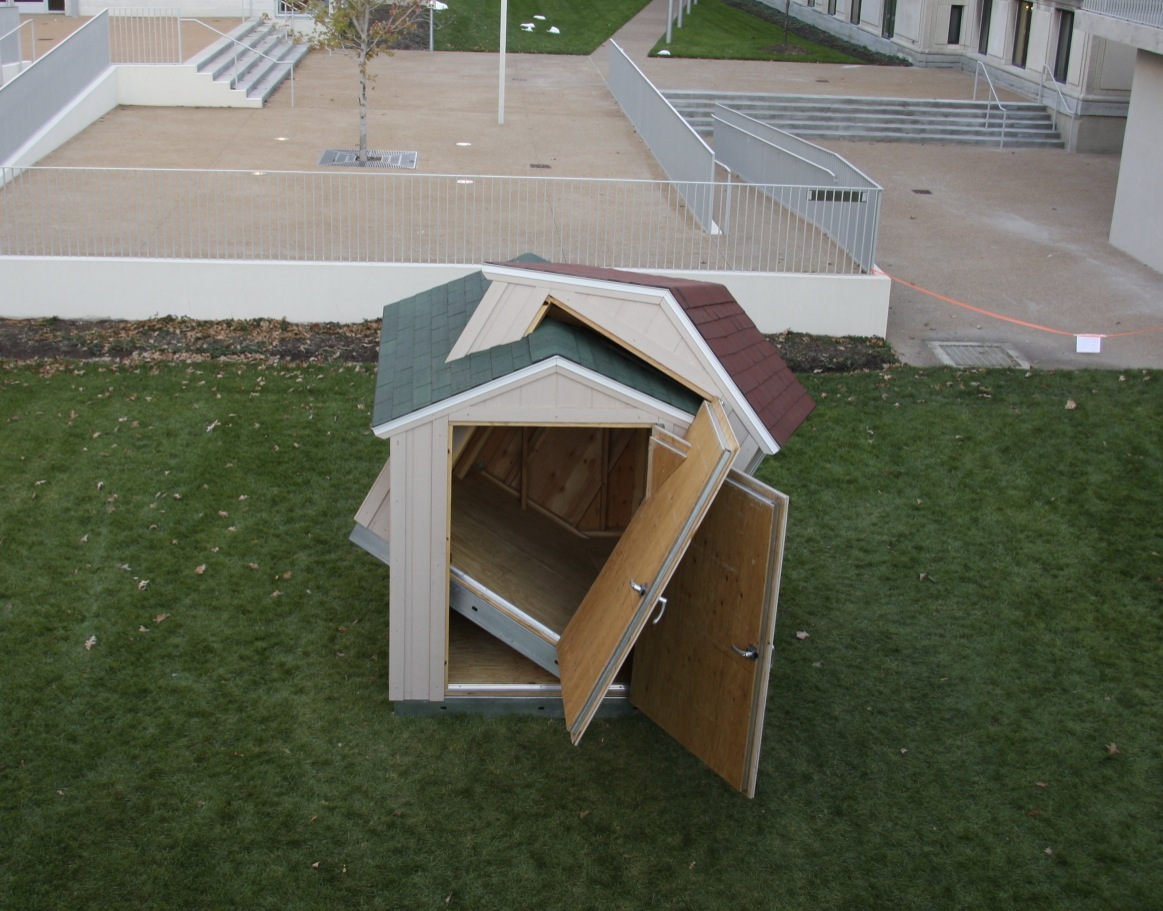
Escultura de Via Lewandowsky, From Behind (Doggy Style), 2006, en la colección permanente del Museo de Arte de Mildred Kemper, San Luis, Misuri

En 1941, H.W. Janson se unió al museo y se enfocó en expandir la colección de arte europeo contemporáneo, particularmente ejemplos pertenecientes a las corrientes de Cubismo, Expresionismo, y Surrealismo. Para poder financiar este proyecto, organizó una venta de más de 600 objetos. Se lograron, a partir de esto, notables adquisiciones para el museo, incluyendo trabajos de Pablo Picasso, Max Ernst y Juan Gris. Janson consiguió mudar la colección del museo de forma definitiva, y en 1960, el museo se mudó a Steinberg Hall, en el campus central de la Universidad de Washington. En esos tiempos el museo también cambió su nombre a Galería de Arte de la Universidad de Washington (Washington University Gallery of Art)

## Tiempos Recientes
En los últimos tiempos, el museo se ha centrado en adquirir obras contemporáneas, incluyendo a Jackson Pollock, Robert Rauschenberg y Jenny Holzer. En el 2004, el museo volvió a cambiar de nombre, esta vez como El Museo de Arte de Mildred Lane Kemper, como una división de la nueva Escuela de Artes Visuales y Diseño de Sam Fox. Dos años más tarde, en el 2006, el museo se mudó a un nuevo edificio adyacente al viejo de Steinberg Hall. La expansión de 6.000 metros cuadrados (65.000 pies cuadrados) fue diseñada por Fumihiko Maki. Además, funciona como hogar de la biblioteca de Arte y Arquitectura de la Universidad de Washington y del departamento de Historia del Arte y Arqueología.
El Museo de Arte de Mildred Lane Kemper en este momento forma parte de la Escuela de Artes Visuales y Diseño de Sam Fox en la Universidad de Washington, que contiene a la Escuela de Arte, la Escuela de Arquitectura y al museo. La Escuela Sam Fox se estableció en el 2005 para comenzar programas de estudio en arte moderno y contemporáneo con los recursos presentes en el museo. La creación de esta escuela necesitó una inversión de casi 60 millones de dólares para adquirir nuevas piezas de arte y arquitectura, además de la adición de dos edificios nuevos al complejo de cinco edificios, construidos por Fumihiko Maki.
La Escuela Sam Fox está destinada a la creación, estudio, y exhibición de colaboraciones y trabajos multidisciplinarios, haciendo énfasis en fomentar la creatividad y el intercambio intelectual.

## Exhibiciones

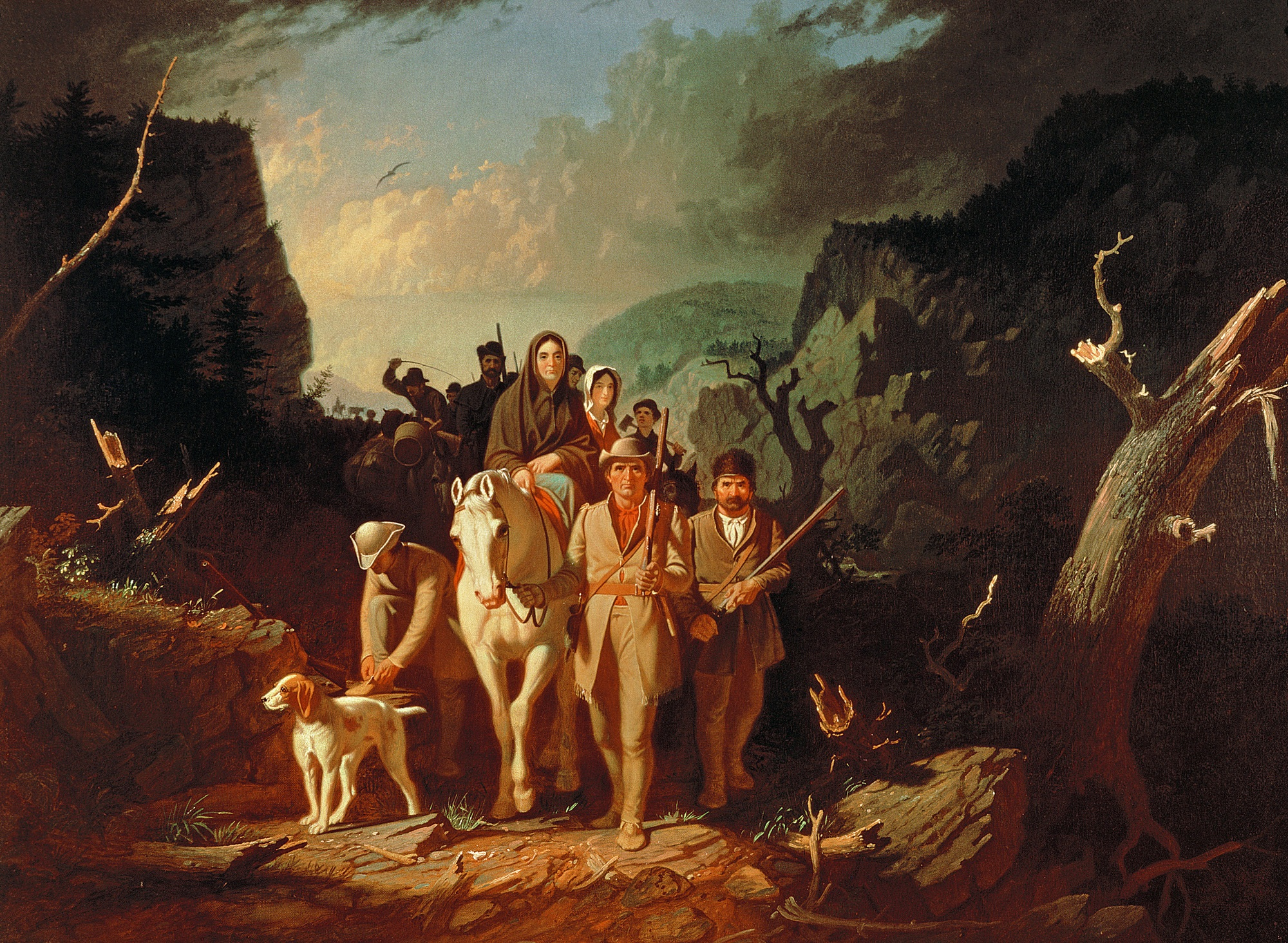
Daniel Boone Escoltando Colonizadores por la Brecha de Cumberland

El Museo de Arte Mildred Lane Kemper tiene cuatro pabellones para exhibición. El Museo de Newman Money está en planta baja, donde se encuentra la colección histórica de monedas y billetes. Un Benjamin Franklin parlante le cuenta a los visitantes acerca de su influencia en el intercambio de dinero.
La colección permanente se encuentra en el último piso, e incluye trabajos originales como Daniel Boone Escoltando Colonizadores por la Brecha de Cumberland, obra realizada por George Caleb Bingham.